# Wang Yihan
Wang Yihan (Xangai, 18 de gener de 1988) és una jugadora professional de bàdminton de la Xina i la campiona individual del món. Wang va començar la seva carrera amb el seu entrenador, Wang Pengren als nou anys. Va ser seleccionada per a l'equip junior el 2004, i després d'haver estat promoguda al primer equip el 2006 va començar a brillar en els grans torneigs. A l'octubre de 2009 va ser la millor classificada dels individuals femenins al món. Actualment està dirigida per Zhang Ning, dues vegades medallista d'or olímpic.